# Yeardley Smith
Martha Maria Yeardley Smith (París, 3 de julio de 1964) es una actriz estadounidense. Es reconocida principalmente por darle voz original al personaje de Lisa Simpson, en la serie de televisión Los Simpson. Además de realizar dicha voz y la de otros personajes ocasionales de esa serie, ha trabajado en otras series de televisión y en películas.
En una aparición en el show de Jane Pauley, Smith admitió que padeció bulimia durante 25 años. Casualmente su personaje de Lisa Simpson sufrió de un desorden alimenticio en el episodio “Sleeping with the Enemy”. En la actualidad está realizando un monólogo llamado “MORE” donde habla sobre su desorden alimentario.
Un hecho curioso es que Smith hizo la audición por el papel de Bart mientras que Nancy Cartwright lo hizo por el papel de Lisa. Smith siempre bromea sobre la falta de alcance de su voz, en comparación con sus compañeros. Ha dicho que cuando Lisa canta, usa su voz natural.

## Películas
| Año  | Película                  | Papel               |
| ---- | ------------------------- | ------------------- |
| 1985 | Heaven Help Us            | Cathleen            |
| 1985 | The Recovery Room         | Jill                |
| 1985 | The Legend of Billie Jean | Putter              |
| 1986 | Maximum Overdrive         | Connie              |
| 1987 | Three O'Clock High        | Animadora           |
| 1989 | Listen to Me              | Cootz               |
| 1989 | Zwei Frauen               | Karen               |
| 1989 | Ginger Ale Afternoon      | Bonnie Cleator      |
| 1991 | City Slickers             | Nancy               |
| 1991 | Comic Relief IV           | Lisa Simpson (voz)  |
| 1997 | Just Write                | Lulu                |
| 1997 | El hada de los dientes    | Gatekeeper          |
| 1997 | Mejor... imposible        | Jackie              |
| 2001 | Last Dance                |                     |
| 2004 | Back by Midnight          | Veronica            |
| 2007 | Los Simpson: la película  | Lisa Simpson (voz)  |
| 2009 | Waiting for Ophelia       | Caitlin O'Malley    |
| 2009 | The Wishing Well          | Mary Williams       |
| 2010 | High School               |                     |
| 2010 | Spork                     | Sra. Danahy         |
| 2010 | Tug                       | Mama                |
| 2010 | Virginia                  | Sra. Whitaker       |
| 2011 | The Chaperone             | Sra. Miller         |
| 2011 | New Year's Eve            | Maude - Ahern Party |

## Televisión
| Año           | Trabajo                | Papel                                     |
| ------------- | ---------------------- | ----------------------------------------- |
| 1987          | Square One TV          | Jane Rice-Burroughs                       |
| 1984-1989     | Brothers               | Louella                                   |
| 1987-1989     | The Tracey Ullman Show | Lisa Simpson (voz)                        |
| 1991-1994     | Herman's Head          | Louise Fitzer                             |
| 1996-2003     | Dexter's Laboratory    | Suki                                      |
| 1997-2002     | Dharma & Greg          | Marlene                                   |
| 1989-Presente | Los Simpson            | Lisa Simpson (voz) Zia Simpson (voz)      |
| 2006-2013     | Pinky:st.              | Jennifer (voz)                            |
| 2010          | The Big Bang Theory    | Sandy (trabajadora en oficina de empleos) |
| 2014          | Padre de familia       | Lisa Simpson (voz)                        |
| 2014          | Revenge                | Phyllis                                   |

## Videojuegos
| Año  | Juego                             | Personaje          |
| ---- | --------------------------------- | ------------------ |
| 1991 | The Simpsons                      | Lisa Simpson (voz) |
| 1996 | The Simpsons: Cartoon Studio      | Lisa Simpson (voz) |
| 1997 | The Simpsons: Virtual Springfield | Lisa Simpson (voz) |
| 1999 | The Simpsons: Bowling             | Lisa Simpson (voz) |
| 2001 | The Simpsons: Wrestling           | Lisa Simpson (voz) |
| 2001 | The Simpsons: Road Rage           | Lisa Simpson (voz) |
| 2002 | The Simpsons: Skateboarding       | Lisa Simpson (voz) |
| 2003 | The Simpsons: Hit & Run           | Lisa Simpson (voz) |
| 2007 | The Simpsons Game                 | Lisa Simpson (voz) |
| 2012 | The Simpsons: Tapped Out          | Lisa Simpson (voz) |

## Radio
- El Retorno del Jedi Adaptación en radio (1996) como la voz de EV-9D9